# Pierre Edmond Boissier
Pierre Edmond Boissier (Genève, 25 mei 1810 - Valeyres-sous-Rances, 25 september 1885) was een Zwitsers botanicus, ontdekkingsreiziger en wiskundige.

## Biografie
Hij was de zoon van Jacques Boissier (1784-1857) en Lucile Butini (1786-1836) die een dochter was van Pierre Butini (1759-1838), een bekende arts en natuuronderzoeker uit Genève. Samen met zijn zus Valérie Boissier (1813-1894) kreeg hij een strenge opvoeding met lessen in het Italiaans en Latijn. Edmonds interesse in natuurlijke historie komt voort uit vakanties in het gezelschap van zijn moeder en zijn grootvader, Pierre Butini, te Valeyres-sous-Rances. Zijn wandelingen in de Jura en de Alpen legden de basis voor zijn enthousiasme voor latere exploratie en avontuur. Hij volgde een opleiding aan de Academy of Geneva, gegeven door Augustin Pyramus de Candolle.
Boissier verzamelde op grote schaal in Europa, Noord-Afrika en West-Azië, soms vergezeld van zijn dochter, Caroline Barbey-Boissier (1847-1918) en haar echtgenoot, William Barbey (1842-1914), die verzamelden in hun eigen recht voor hun Herbier Barbey-Boissier in Genève. Boissier bestreek landen zoals Frankrijk, Griekenland, Italië, Noorwegen, Portugal, Spanje (Balearen), Zwitserland, Algerije, Egypte, Libië, Armenië, Palestina, Jordanië, Libanon, Syrië en Turkije.